# Henry A. Edmundson

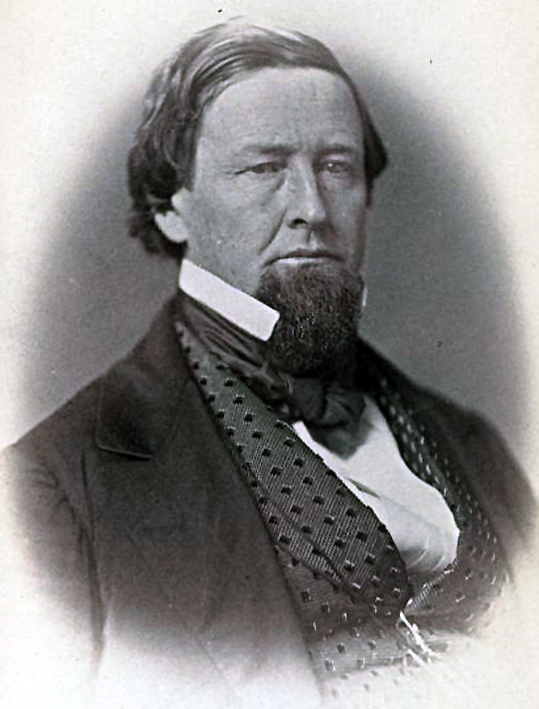
Henry A. Edmundson (1859)

Henry Alonzo Edmundson (* 14. Juni 1814 in Blacksburg, Virginia; † 16. Dezember 1890 im Montgomery County, Virginia) war ein US-amerikanischer Politiker. Zwischen 1849 und 1861 vertrat er den Bundesstaat Virginia im US-Repräsentantenhaus.

## Werdegang
Henry Edmundson besuchte zunächst private Schulen und studierte danach an der Georgetown University in Washington, D.C. Nach einem anschließenden Jurastudium und seiner 1838 erfolgten Zulassung als Rechtsanwalt begann er in Salem in diesem Beruf zu arbeiten. Gleichzeitig schlug er als Mitglied der Demokratischen Partei eine politische Laufbahn ein.
Bei den Kongresswahlen des Jahres 1848 wurde Edmundson im zwölften Wahlbezirk von Virginia in das US-Repräsentantenhaus in Washington gewählt, wo er am 4. März 1849 die Nachfolge von William B. Preston antrat. Nach fünf Wiederwahlen konnte er bis zum 3. März 1861 sechs Legislaturperioden im Kongress absolvieren. Diese waren von den Ereignissen und Diskussionen im Vorfeld des Bürgerkrieges geprägt. Von 1853 bis 1855 war Edmundson Vorsitzender des Ausschusses zur Kontrolle der Ausgaben für öffentliche Gebäude.
Während des Bürgerkrieges diente er in verschiedenen Einheiten als Oberstleutnant im Heer der Konföderation. Nach dem Krieg praktizierte Edmundson bis 1880 wieder als Anwalt. Danach engagierte er sich in der Landwirtschaft. Er starb am 16. Dezember 1890 auf seinem Anwesen Falling Waters im Montgomery County.